# Popis hrvatskih veleposlanika u Poljskoj
Republika Hrvatska i Republika Poljska održavaju diplomatske odnose od 11. travnja 1992. Sjedište veleposlanstva je u Varšavi.

## Veleposlanici
Veleposlanstvo Republike Hrvatske u Republici Poljskoj osnovano je odlukom predsjednika Republike od 27. listopada 1992.
| Veleposlanik      | Postavljenje        | Opoziv              | Sjedište |
| ----------------- | ------------------- | ------------------- | -------- |
| Milivoj Slaviček  | 23. prosinca 1992.  | 30. travnja 1994.   | Varšava  |
| Ivan Brnelić      | 1. svibnja 1994.    | 1. rujna 1998.      | Varšava  |
| Zdenko Karakaš    | 1. listopada 1998.  | 1. studenoga 2002.  | Varšava  |
| Nebojša Koharović | 16. svibnja 2003.   | 15. studenoga 2008. | Varšava  |
| Ivan del Vechio   | 16. studenoga 2008. | 31. srpnja 2013.    | Varšava  |
| Andrea Bekić      | 1. studenoga 2013.  | 31. kolovoza 2018.  | Varšava  |

## Vanjske poveznice
- Poljska na stranici MVEP-a